# Musée d'Art et d'Histoire de Conflans
Le musée d'art et d'histoire de Conflans est un musée / écomusée fondé en 1936, à Conflans (actuel quartier des hauts d'Albertville) en Savoie. Il expose de nombreux objets et explications du patrimoine rural local, et de l'histoire de la Savoie et d'Albertville.

## Historique
Conflans est un ancien bourg fortifié médiéval, aux portes d'Albertville, chargé historiquement de contrôler l'entrée de la vallée de la Tarentaise, à l'époque des comté de Savoie / duché de Savoie / maison de Savoie.

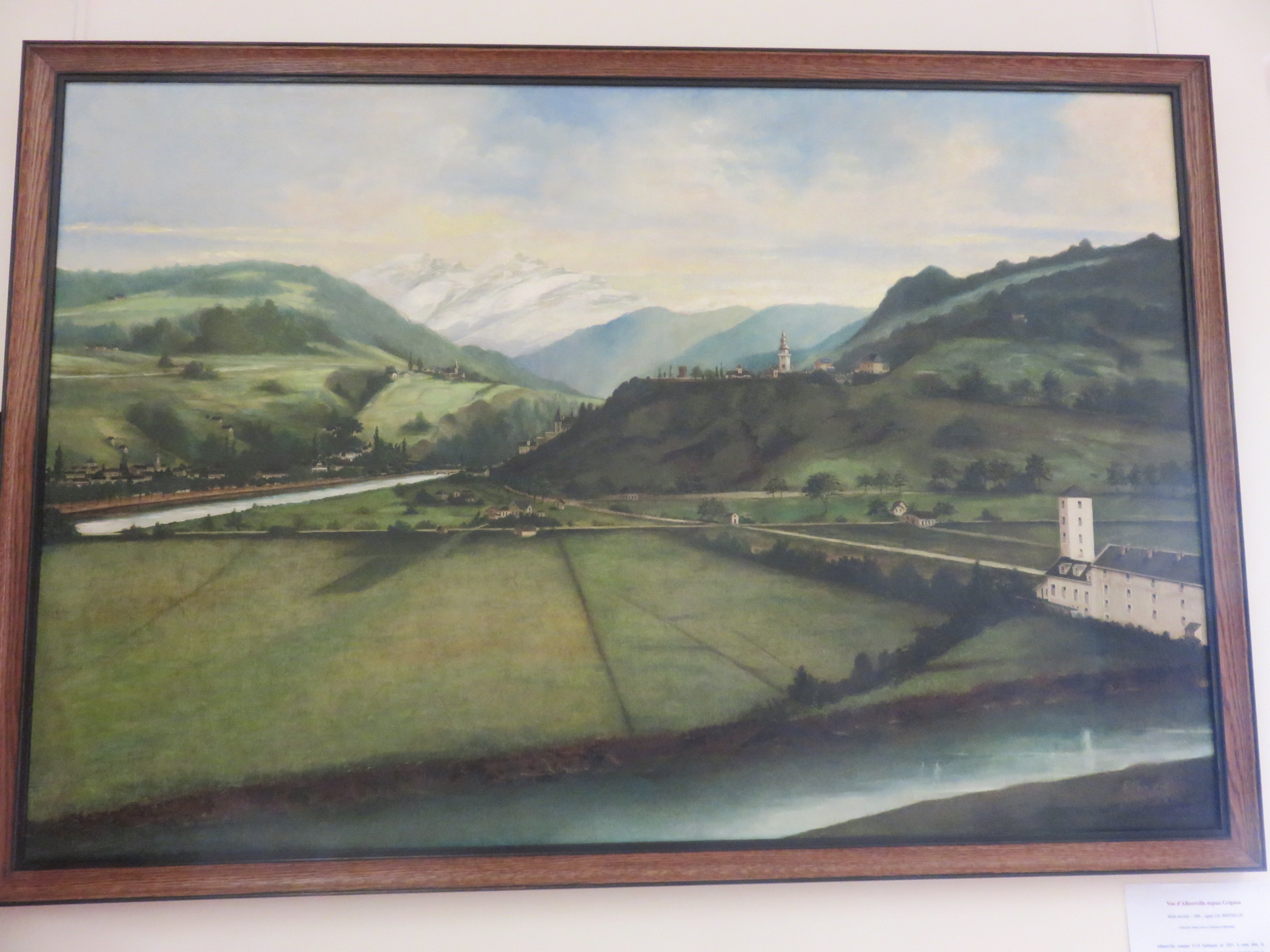
Albertville en 1888
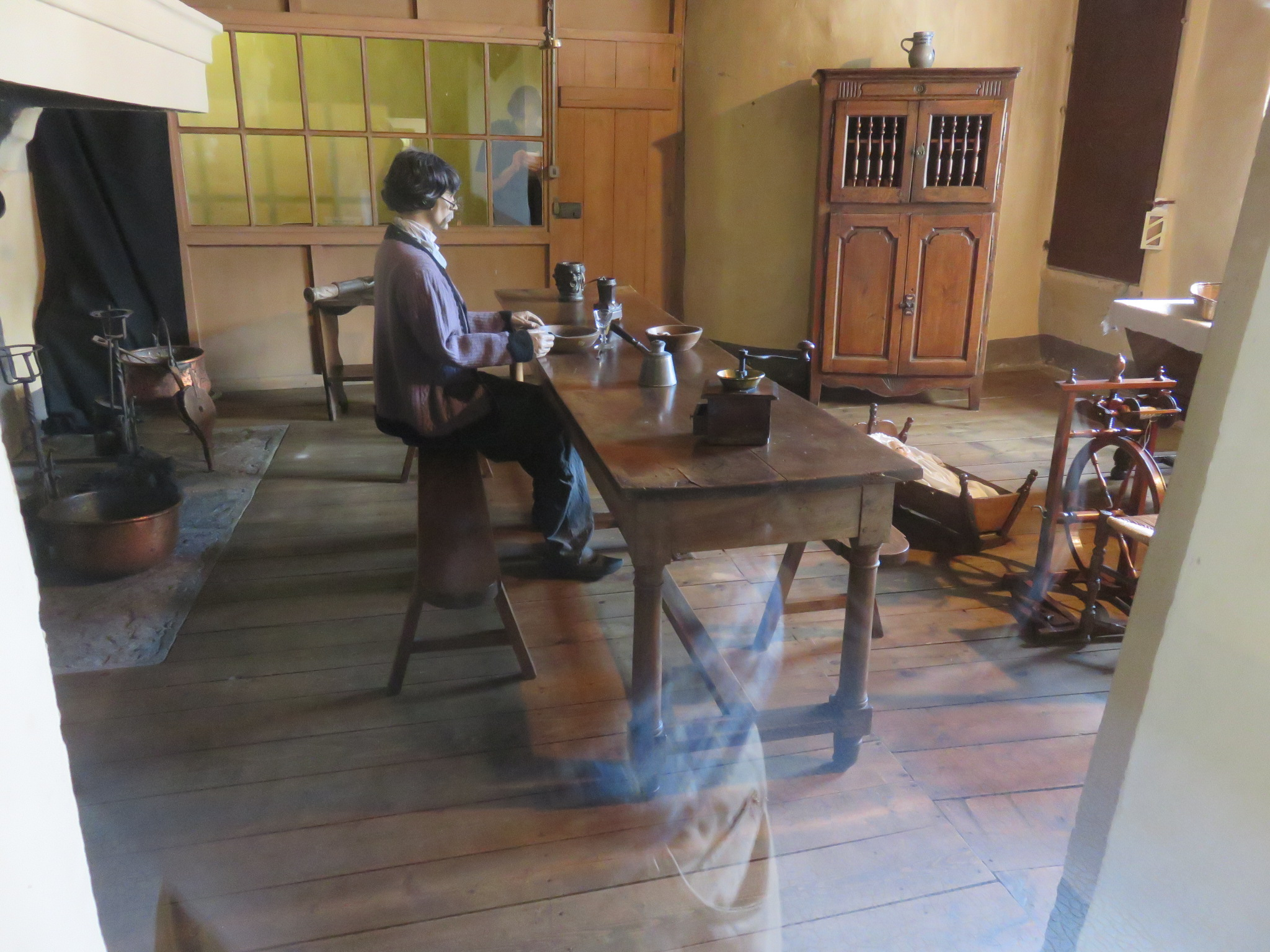
Mobilier savoyard XVIIIe/XIXe siècle
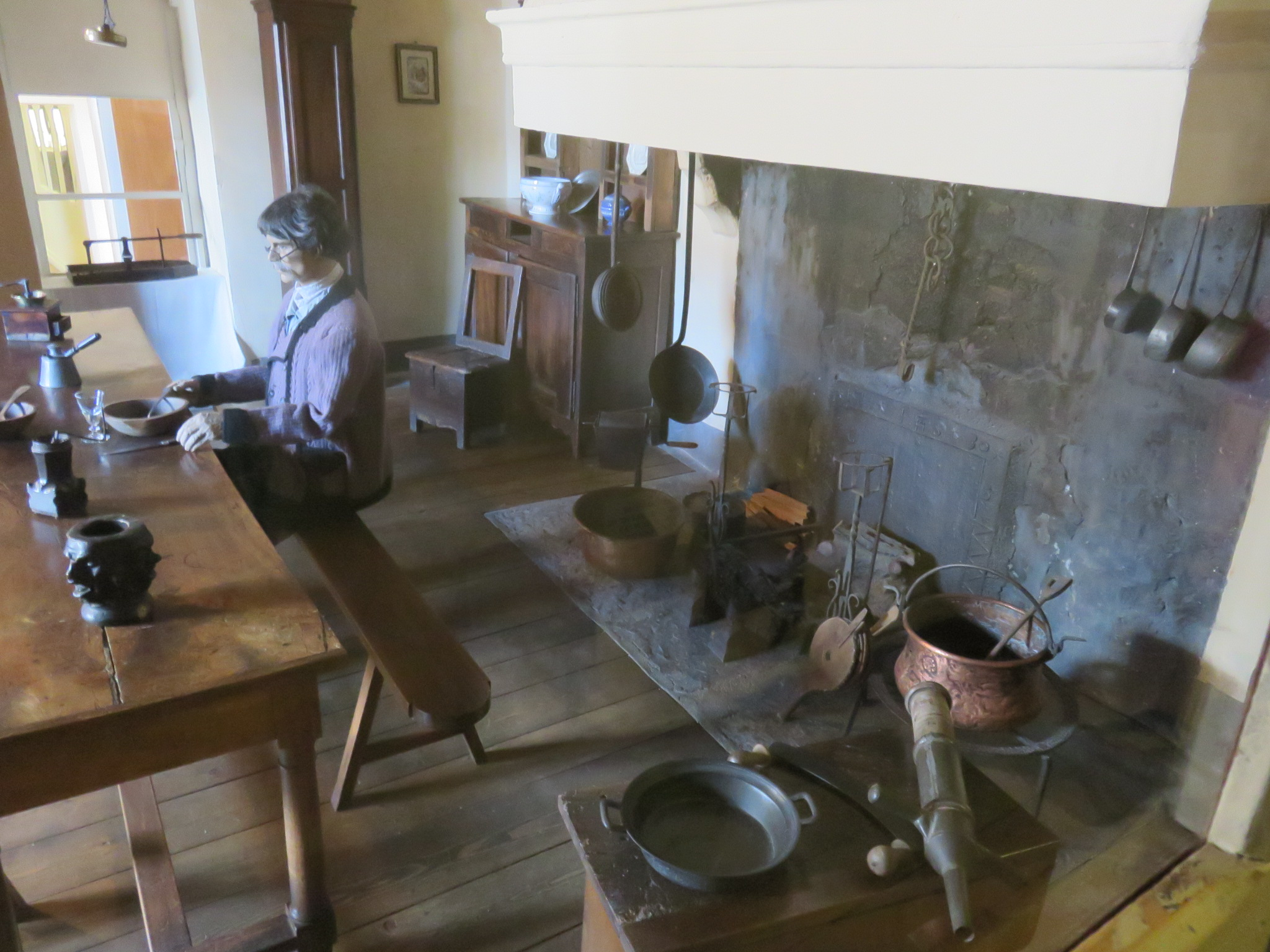
Mobilier savoyard XVIIIe/XIXe siècle
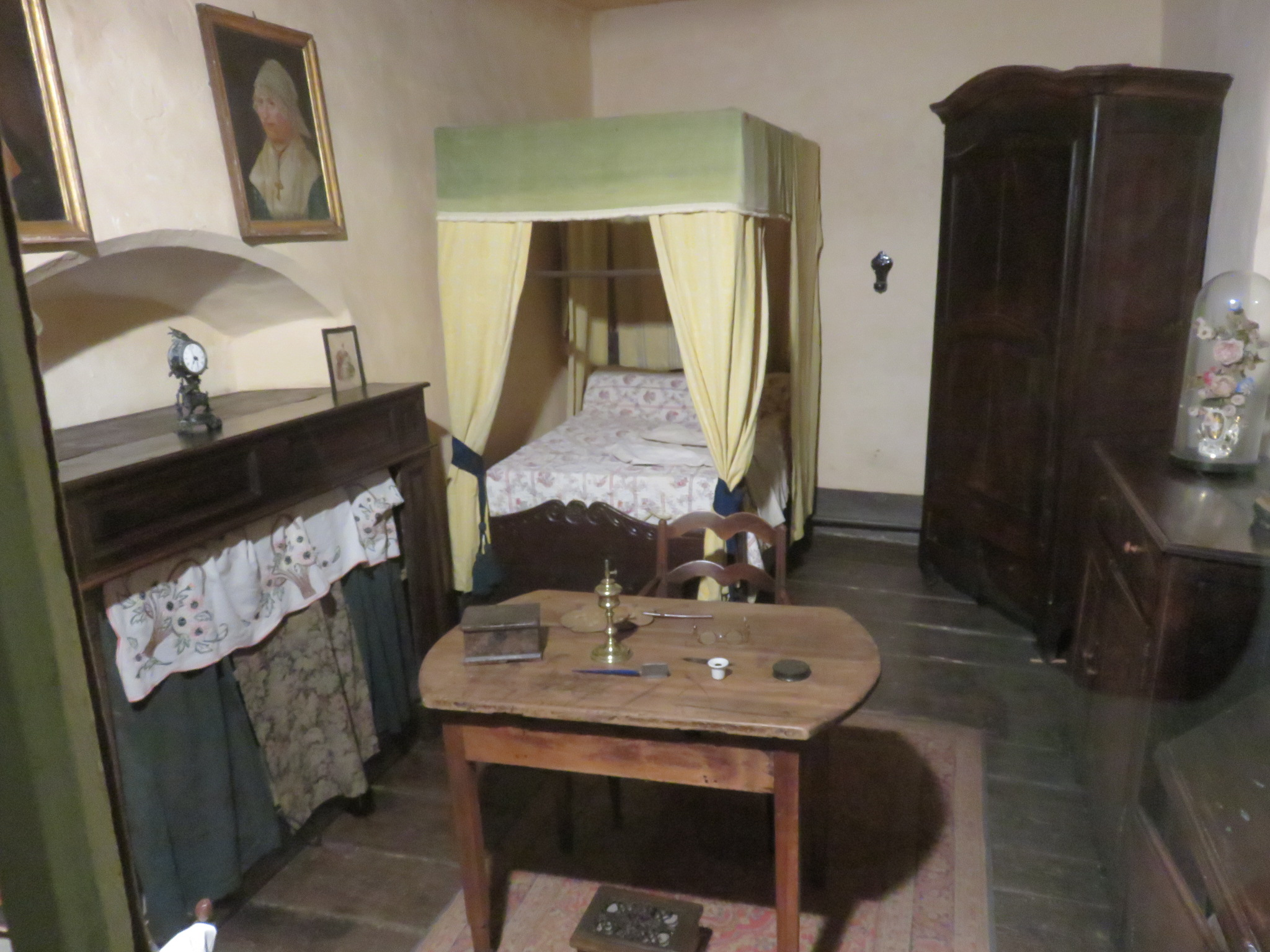
Mobilier savoyard XVIIIe/XIXe siècle

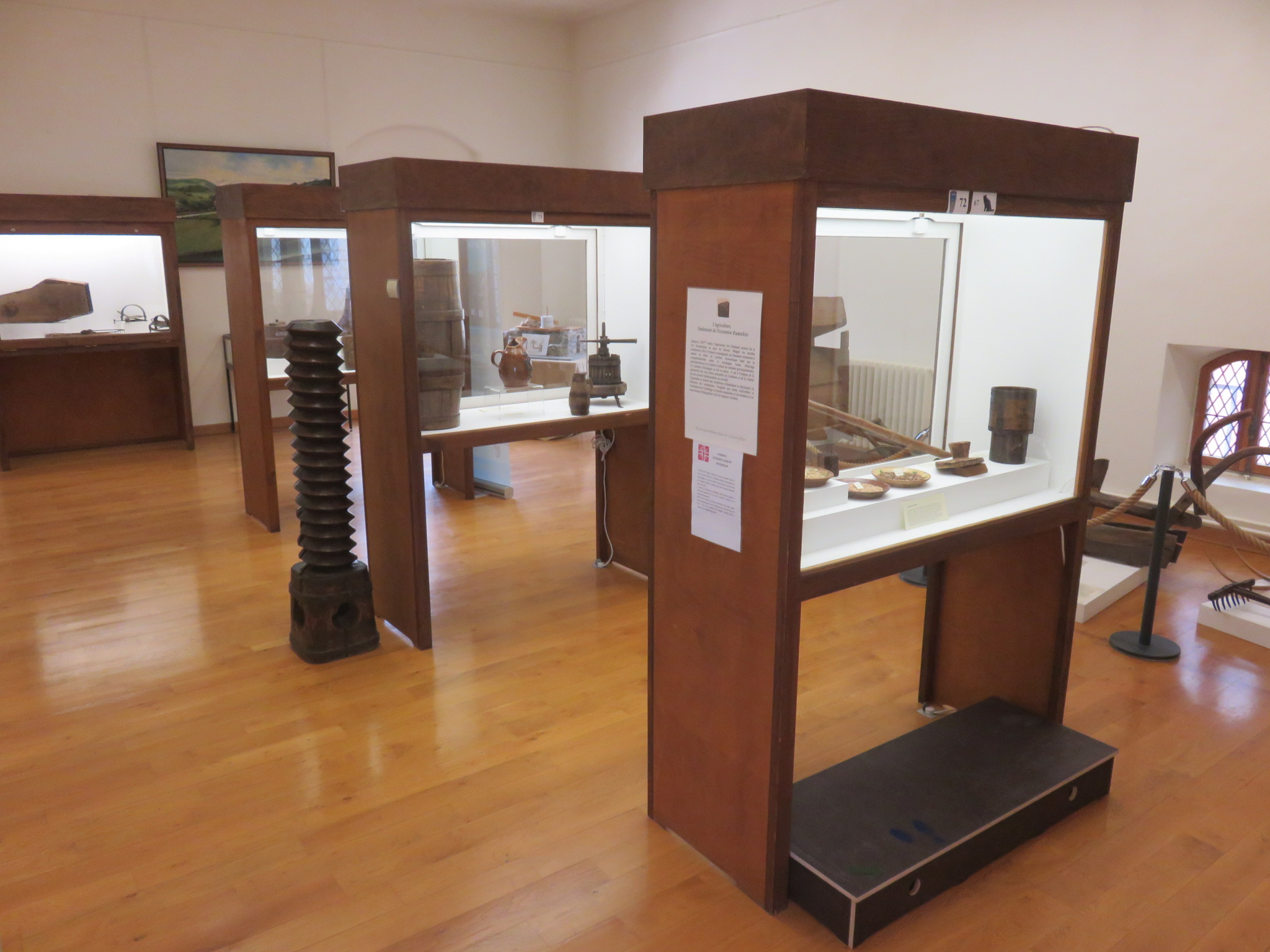
Objets et outils anciens
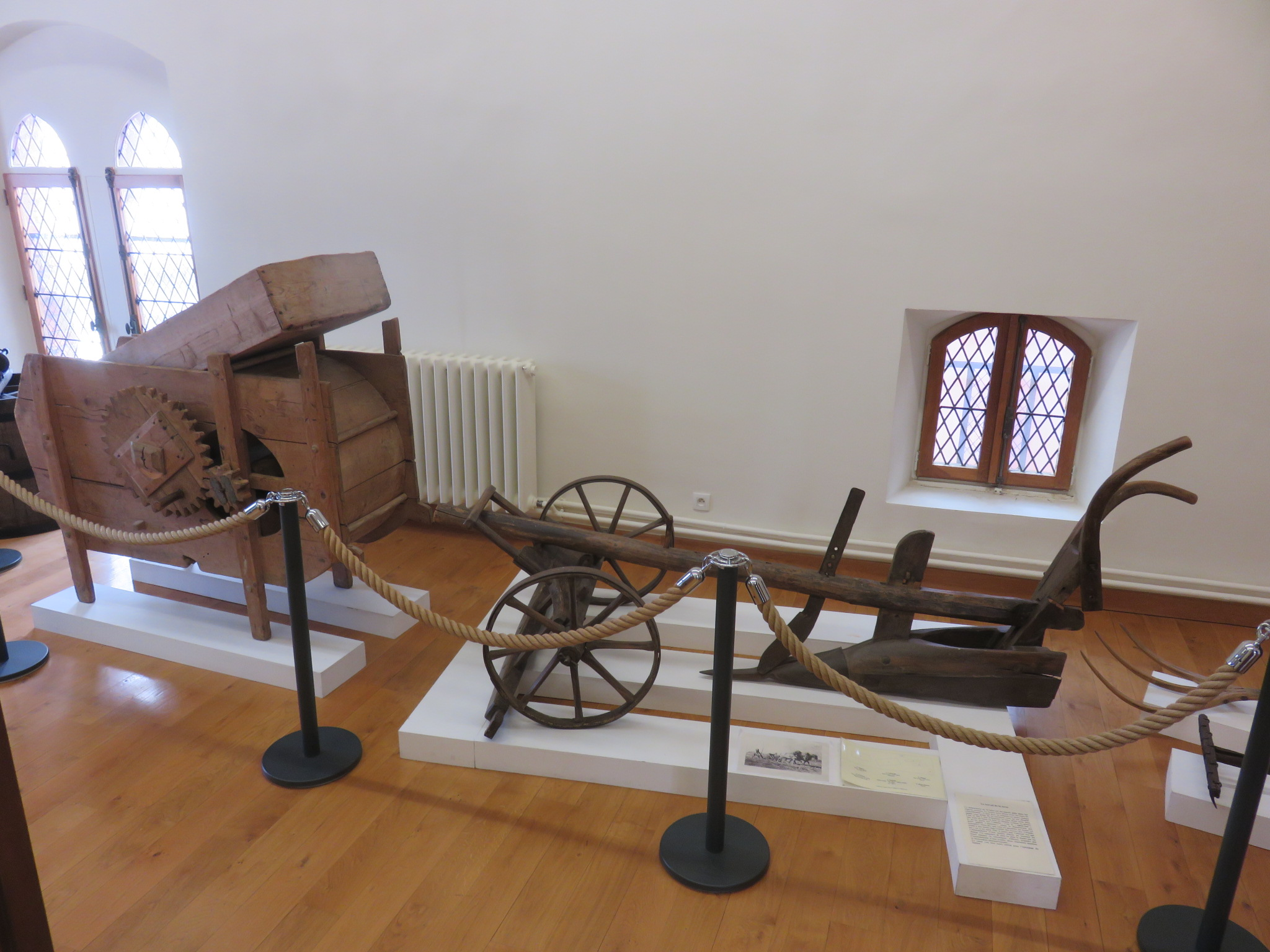
Battoir et charrue
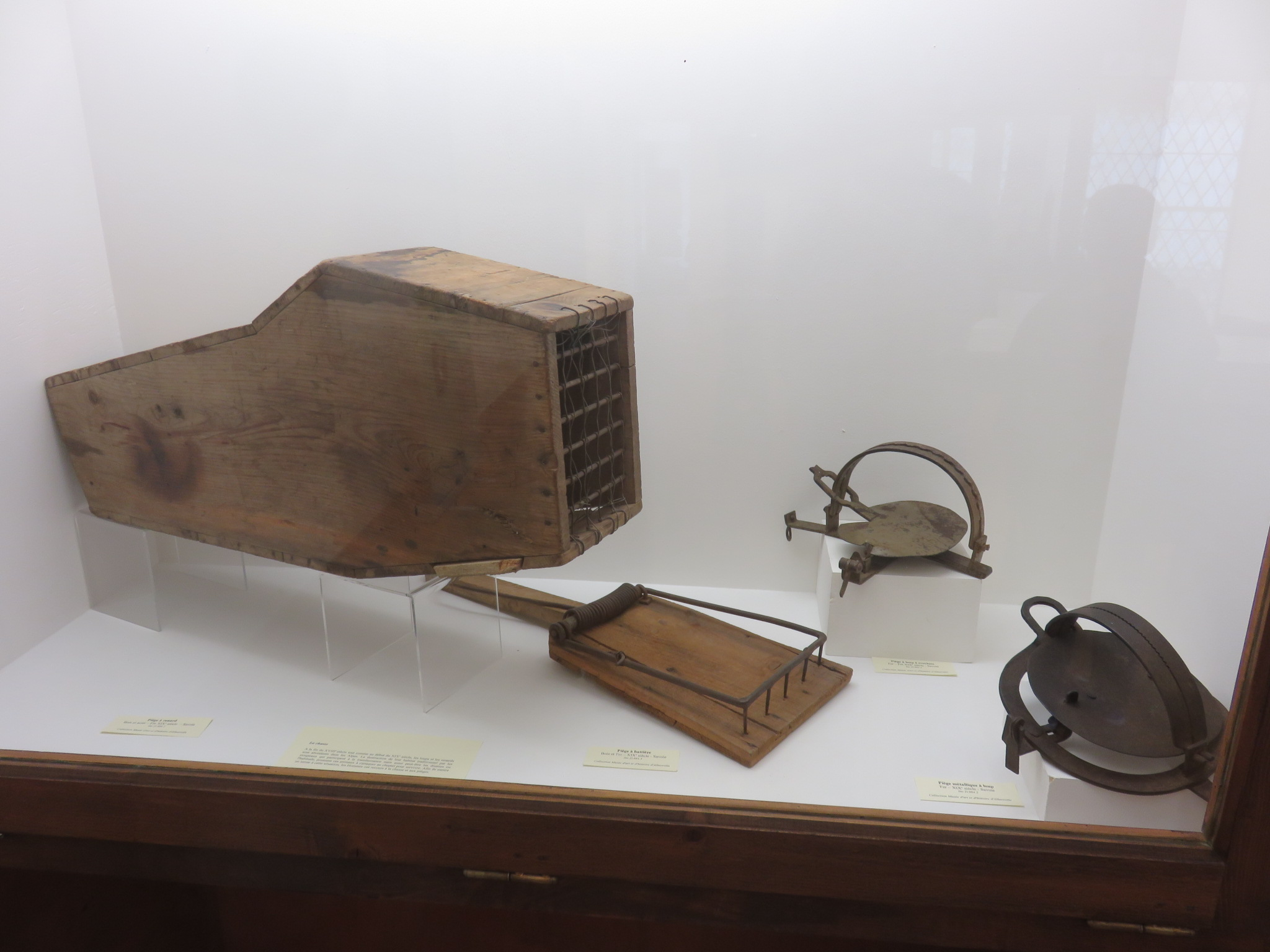
Pièges à prédateurs, loups et renards
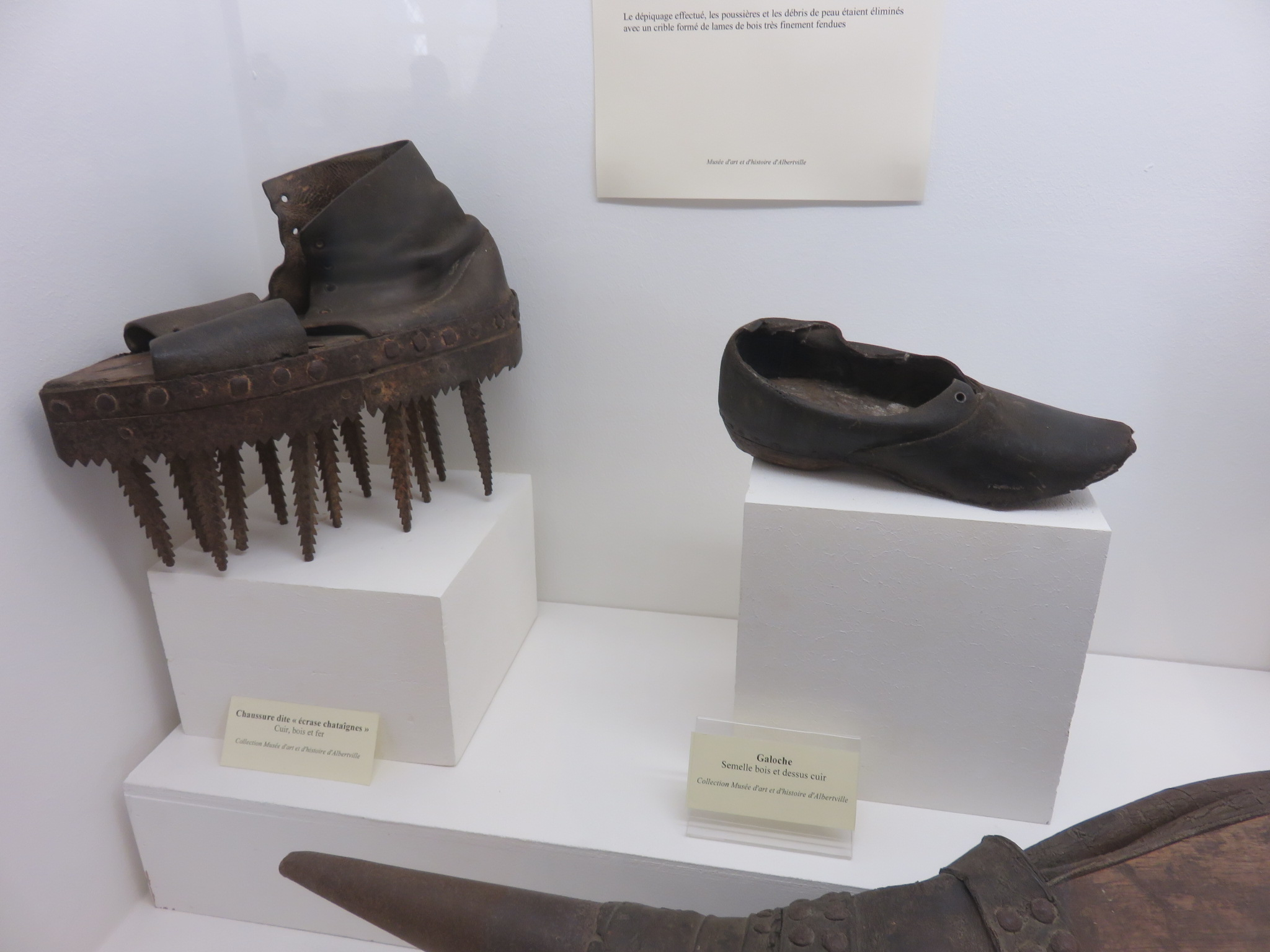
Chaussure « écrase châtaigne » et galoche

La Société des amis du Vieux Conflans fonde en 1936 le musée, année du Centenaire d'Albertville.
Le musée est hébergé dans la Maison Rouge de Conflans, palais en brique, classée Monument Historique, construit vers 1397 sur la place principale, pour Pierre Voisin, secrétaire du comte Amédée VI de Savoie (à ne pas confondre avec le Château Rouge de Conflans de la même bourgade).

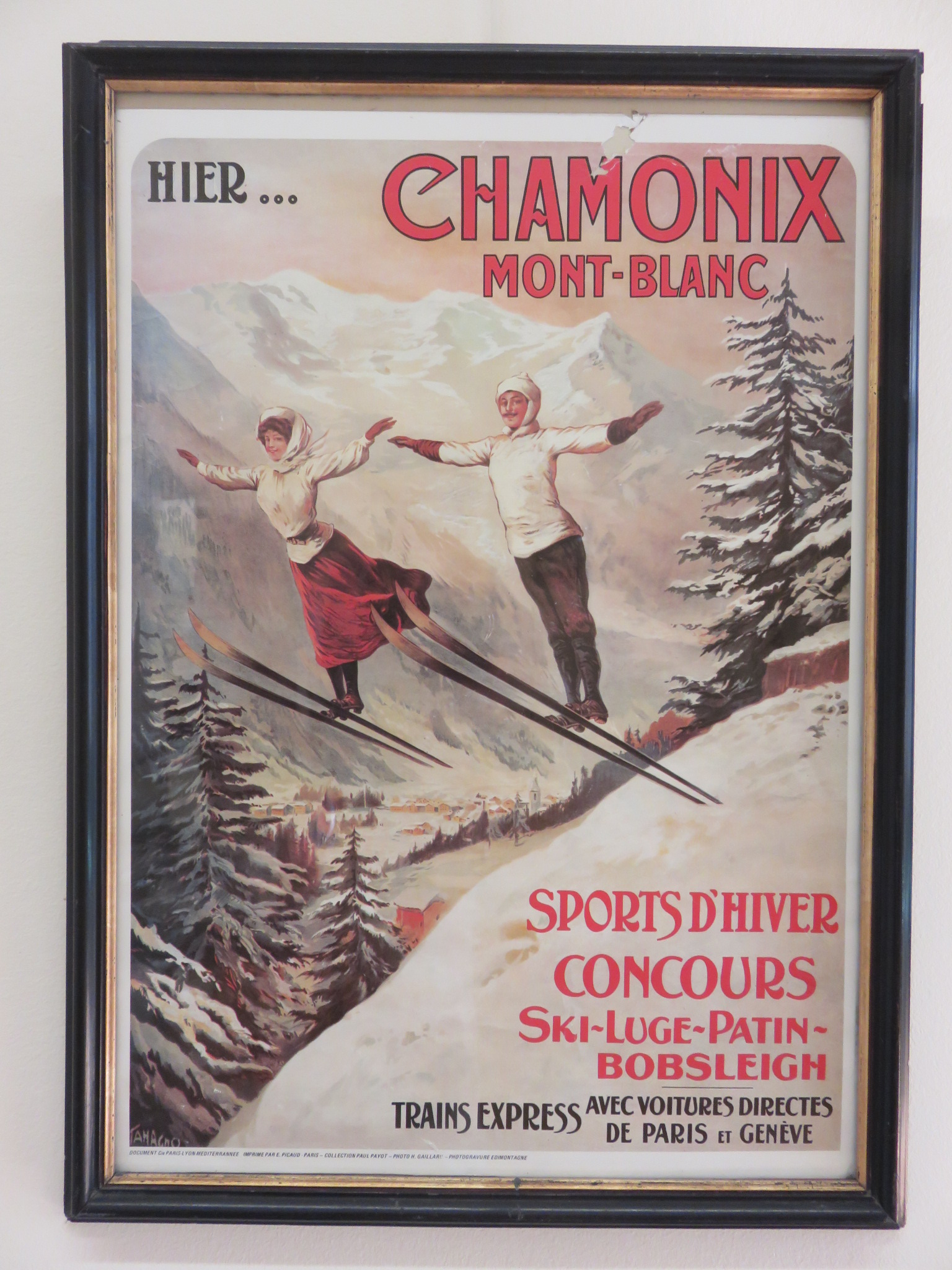
Sport d'hiver
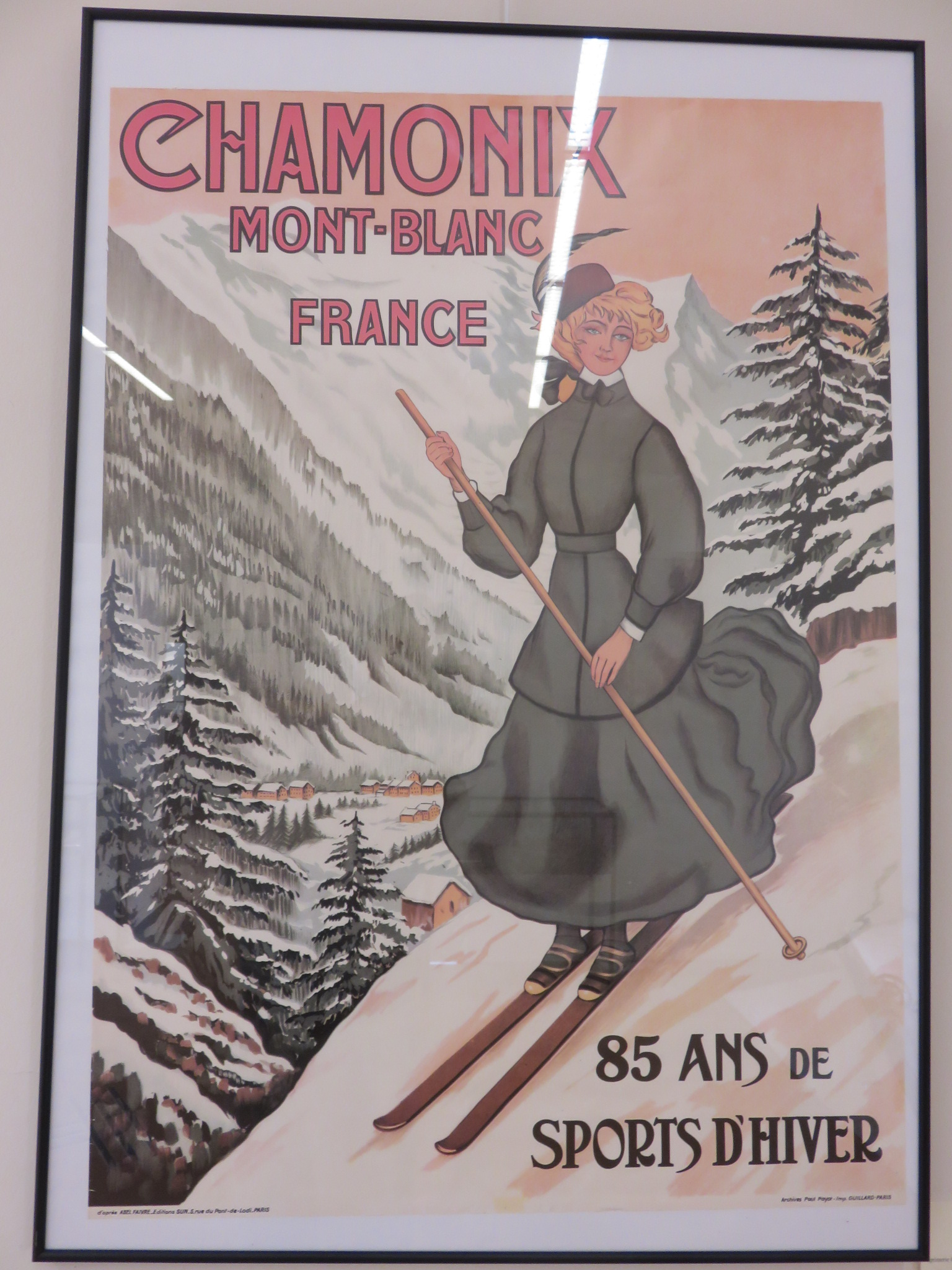
Chamonix-Mont-Blanc
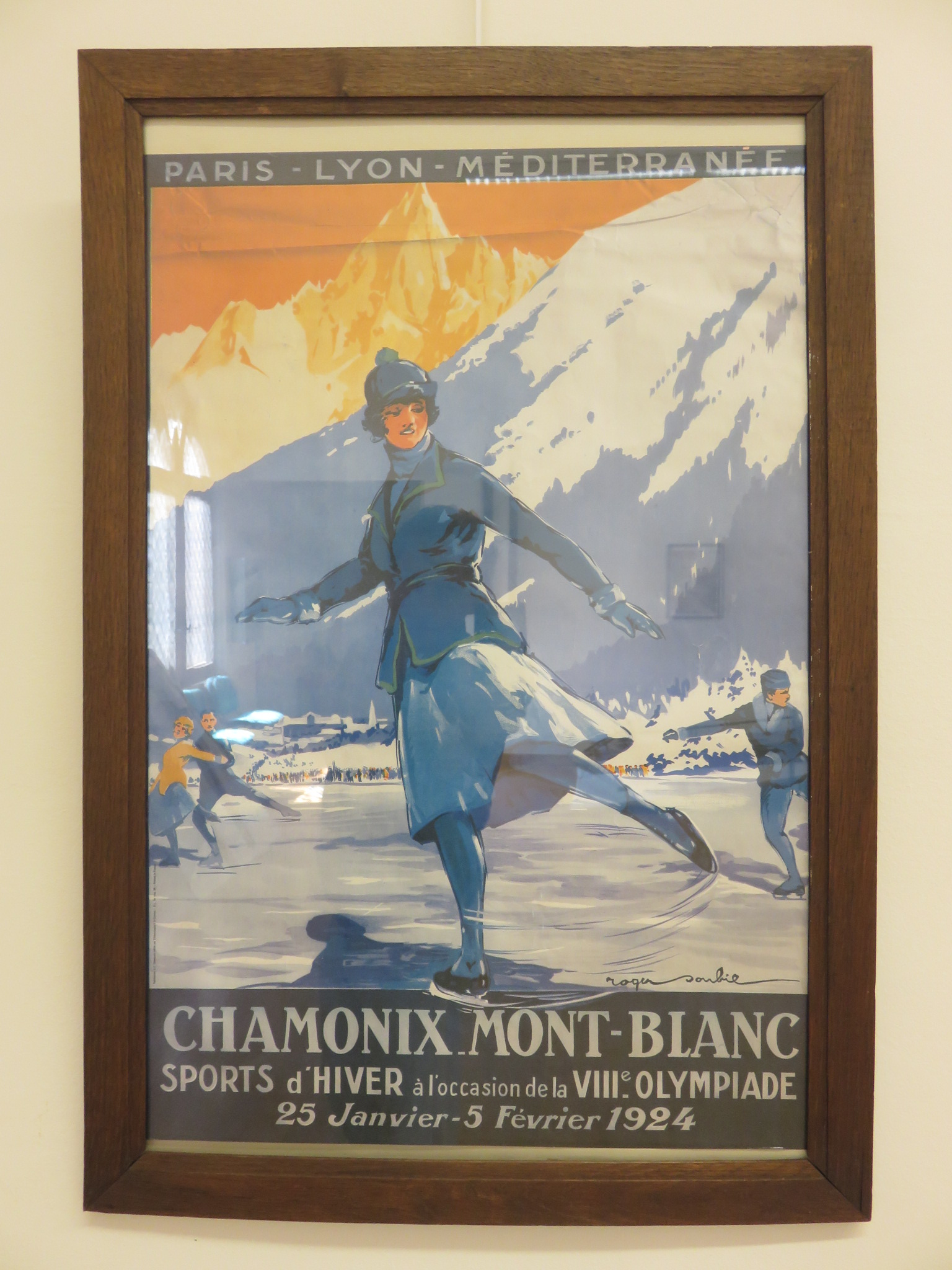
Iers Jeux olympiques d'hiver de 1924
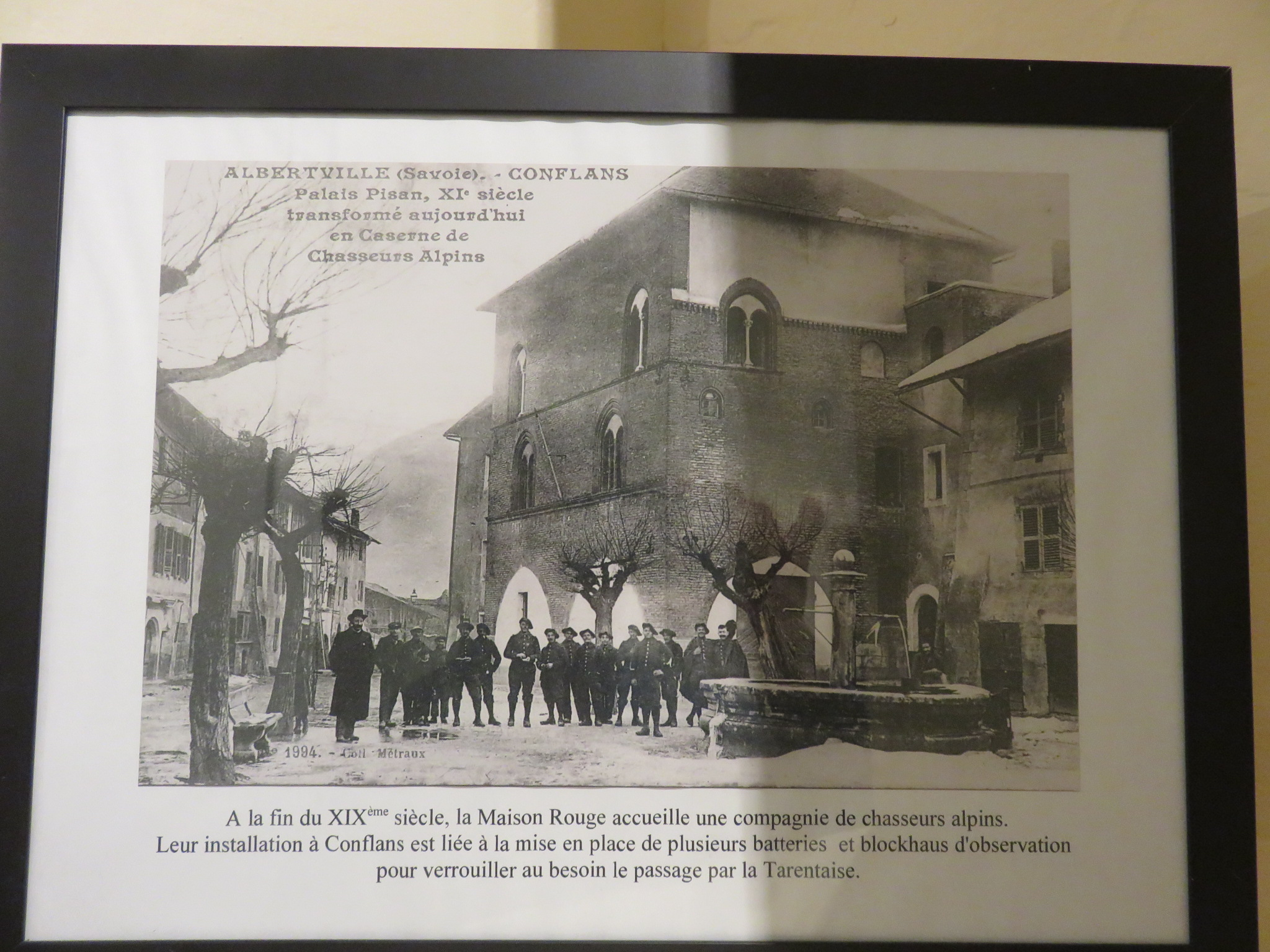
Maison Rouge de Conflans, ancienne caserne de chasseurs alpins

En 1936 un groupe de passionnés d'art et d'histoire fonde ce musée de l'histoire d'Albertville et de sa région avec entre autres histoire de la Savoie, histoire des sports d'hiver, culture populaire, art chrétien...

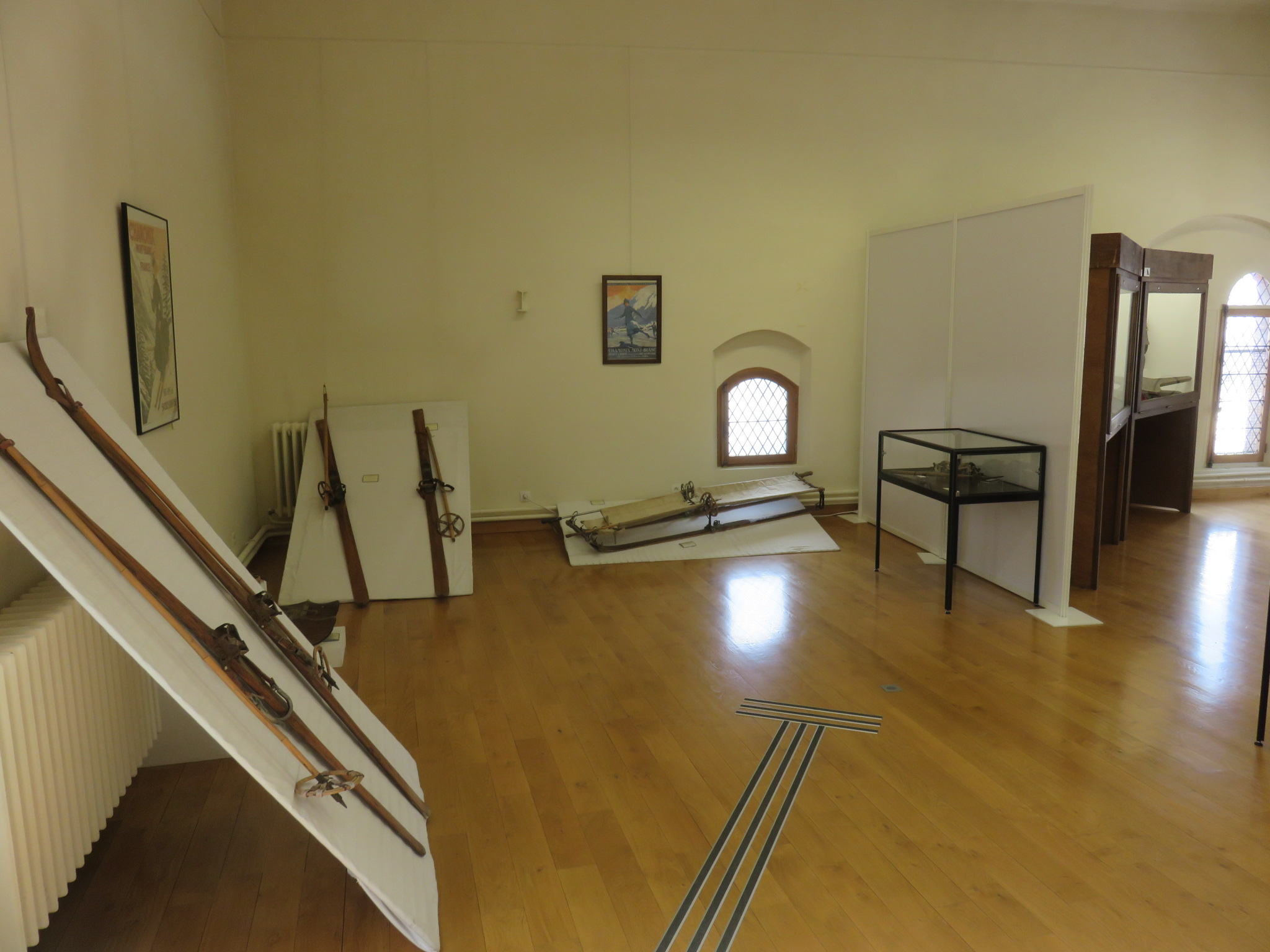
Skis XIXe siècle
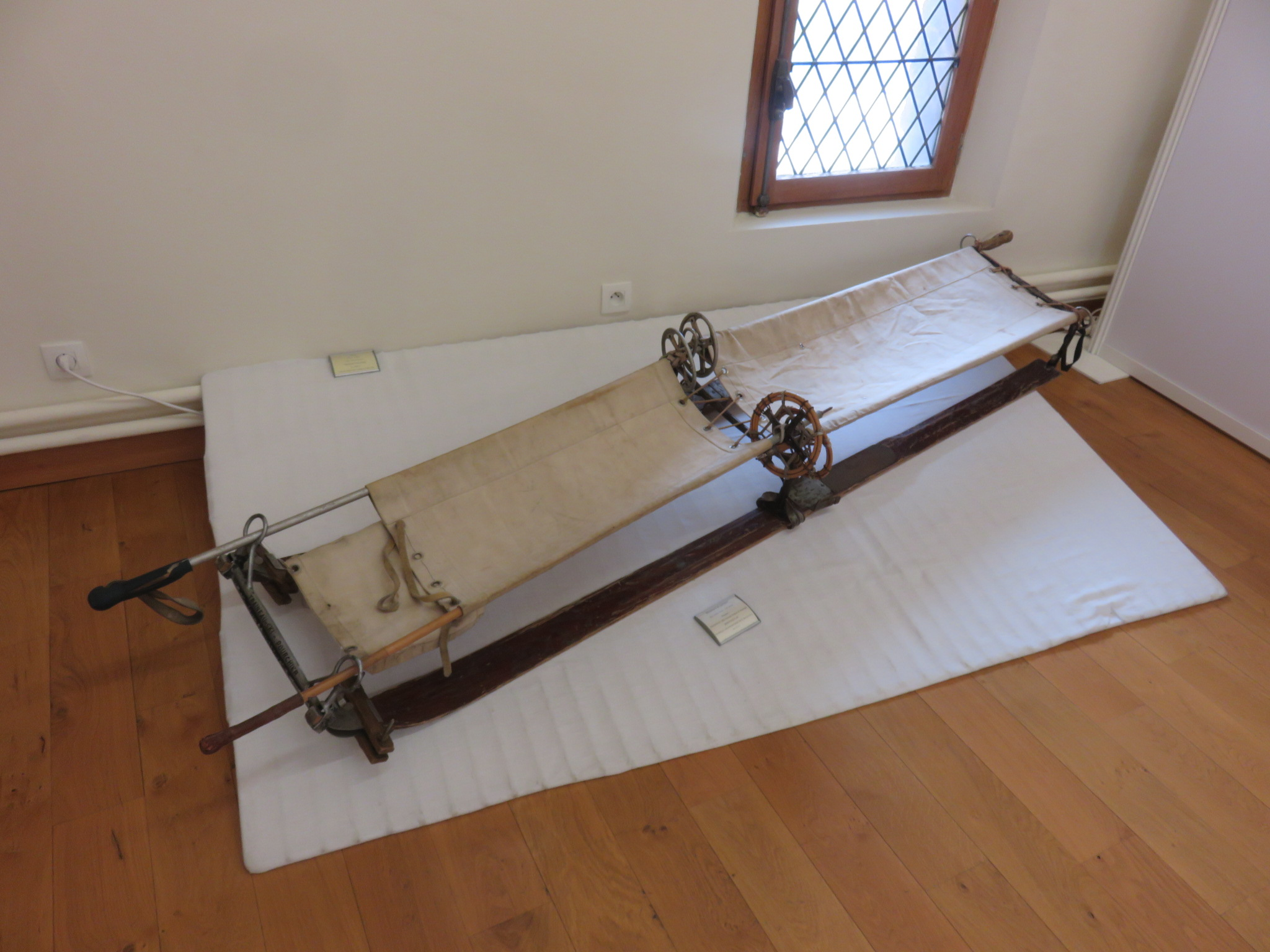
Traîneau de secours en montagne
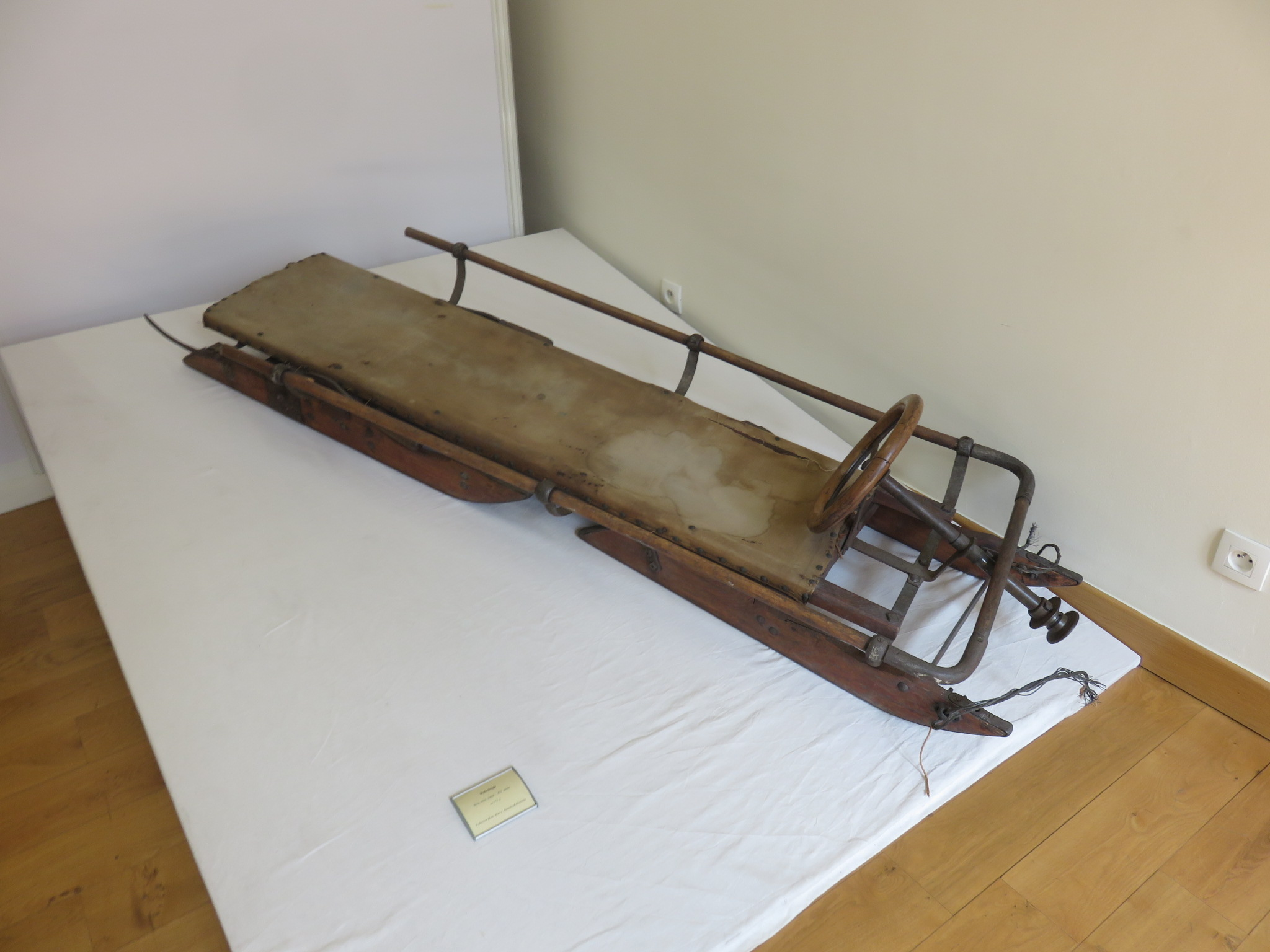
Bobsleigh XXe siècle
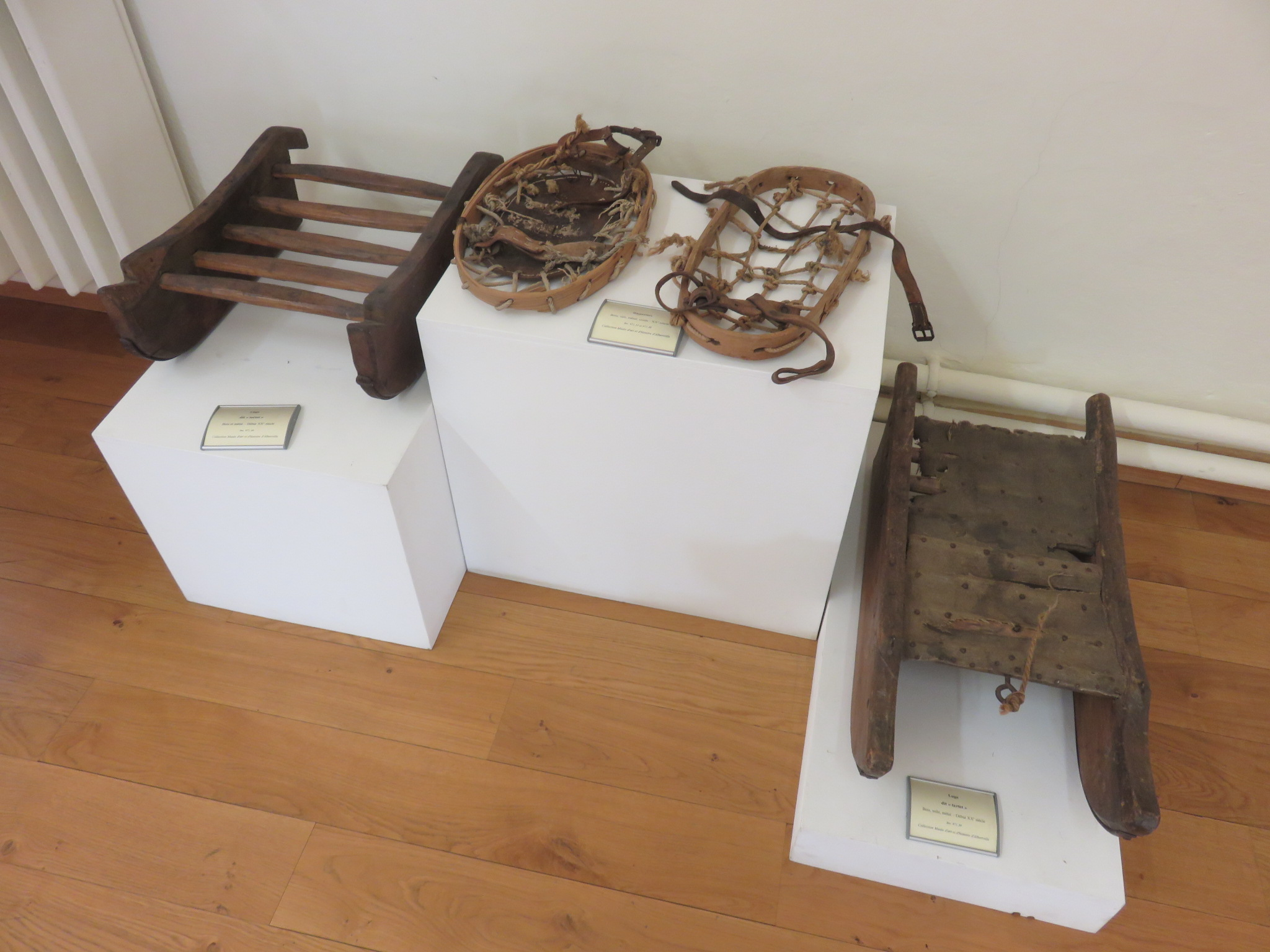
Raquette à neige